# Лихтенберг
Лихтенберг (нем. Lichtenberg) — административный округ в Берлине. Образовался в ходе административной реформы 2001 г. в результате слияния округов Лихтенберг и Хоэншёнхаузен.

## Районы
Округ Лихтенберг состоит из десяти районов:
- Фридрихсфельде;
- Карлсхорст;
- Лихтенберг;
- Фалькенберг;
- Мальхов;
- Вартенберг;
- Ной-Хоэншёнхаузен;
- Альт-Хоэншёнхаузен;
- Феннпфуль;
- Руммельсбург.

На территории округа Лихтенберг расположены ландшафтный парк Херцберге и Евангелическая клиника королевы Елизаветы Херцберге.